# محمد بن حازم الباهلي
هو أبو جعفر محمد بن حازم بن عمرو الباهلي بالولاء وليس بالنسب، شاعر مطبوع، كثير الهجاء، لم يمدح من الخلفاء غير المأمون العباسي ولد ونشأ في البصرة وسكن بغداد ومات فيها

## نبذه
ولد عام 113هـ / 731م في البصرة في عهد الخليفة الاموي هشام بن عبد الملك أواخر عهد الدولة الاموية وتوفي عام 195هـ/ 810م في عهد الخليفة العباسي الأمين بن هارون الرشيد وكان يعد من شعراء الدولة العباسية، شاعر مطبوع، إلا أنه كان كثير الهجاء للناس، فاطرح، ولم يمدح من الخلفاء إلا المأمون، ولا اتصل بواحد منهم، فيكون له نباهة طبقته. وكان ساقط الهمة، متقللاً جداً، يرضيه اليسير، ولا يتصدى لمدح ولا طلب.

## اخباره واشعاره
- قال الخليل بن أسد: سمعت محمد بن حازم الباهلي في منزلنا يقول: بعث إلي فلانٌ الطاهري – وكنت قد هجوته فأفرطت – بألف دينار وثياب، وقال: أما ما قد مضى فلا سبيل إلى رده، ولكن أحب ألا تزيد عليه شيئاً. فبعثت إليه بالألف الدينار والثياب، وكتبت:

لا ألبس النعماء من رجلٍ
ألبسته عاراً على الدهر
- قال أبو علي قرأت في كتاب عمي: قال لي محمد بن حازم الباهلي: مر بي أحمد بن سعيد بن سالم وأنا على بابي فلم يسلم علي سلاماً أرضاه، فكتبت رقعةً وأتبعته بها، وهي:

وباهلـيٍّ مـن بـنـي وائلٍ
أفـاد مـالاً بـعـد إفـلاس
قطب في وجهي خوف القرى
تقطيب ضرغامٍ لدى البـاس
وأظهر التـيه فـتـايهـتـه
تيه امرئٍ لم يشق بالنـاس
أعرته إعراض مستـكـبـرٍ
في موكب مـر بـكـنـاس
- قال أبو علي: رأيت محمد بن حازم في الطريق فقلت له: يا أبا جعفر، كيف ما بينك وبين صديقك سعد بن مسعود اليوم وهو أبو إسحاق بن سعد، وكان يكتب للنوشجاني فأنشدني:

راجع بالعتبى فأعتـبـتـه
وربما أعتبك الـمـذنـب
وإن في الدهر على صرفه
بين الصديقين لمستعتـب
- قال ابن الأعرابي: أحسن ما قال المحدثون من شعراء هذا الزمان في مديح الشباب وذم الشيب:

والقصيدة لمحمد بن حازم الباهلي:
لا حين صبرٍ فخل الدمع ينهمـل
فقد الشباب بيوم المرء متـصـل
سقياً ورعياً لأيام الـشـبـاب وإن
لم يبق منه له رسمٌ ولا طـلـل
جر الزمان ذيولاً في مفـارقـه
وللزمان على إحسانـه عـلـل
وربما جر أذيال الصبـا مـرحـاً
وبين برديه غصنٌ ناعمٌ خضـل
يصبي الغواني ويزهاه بشـرتـه
شرخ الشباب وثوبٌ حالكٌ رجل
لا تكذبن فما الدنيا بأجـمـعـهـا
من الشبـاب بـيومٍ واحـدٍ بـدل
كفاك بالشيب عيباً عنـد غـانـيةٍ
وبالشباب شفيعاً أيهـا الـرجـل
بان الشباب وولى عنك باطـلـه
فليس يحسن منك اللهو والغـزل
أما الغواني فقد أعرضن عنك قلًى
وكان إعراضهن الدل والخجـل
- قال ابن عمار عن العنزي قال: كان محمد بن حازم الباهلي مدح بعض بني حميد فلم يثبه وجعل يفتش شعره فيعيب فيه الشيء بعد الشيء، وبلغه ذلك فهجاه هجاءً كثيراً شنيعاً، منه قوله:

عدواك المكارم والـكـرام
وخلك دون خلتك الـلـئام
ونفسك نفس كلبٍ عند زورٍ
وعقبى زائر الكلب التـدام
تهر على الجليس بلا احترامٍ
لتحشمه إذا حضر الطعـام
إذا ما كانت الهمم المعالـي
فهمك ما يكون به المـلام
قبحت ولا سقاك الله غيثـاً
وجانبك التحية والـسـلام
قال: فبعثت إليه ابن حميد بمالٍ واعتذر إليه وسأله الكف، فلم يفعل، ورد المال عليه، وقال فيه:
موضع أسرارك المريب
وحشو أثوابك الـعـيوب
وتمنع الضيف فضل زادٍ
ورحلك الواسع الخصيب
يا جامعاً مانعـاً بـخـيلاً
ليس له في العلا نصيب
أبالرشا يستمال مثـلـي؟
كلا ومن عنده الغـيوب
لا أرتدي حلةً لـمـثـنٍ
بوجهه من يدي نـدوب
وبين جنبيه لـي كـلـومٌ
داميةٌ ما لهـا طـبـيب
ما كنت في موضع الهدايا
منك ولا شعبنـا قـريب
- قال علي بن الحسين الشيباني: بعث الحسن بن سهل بمحمد بن حميد في وجهة، وأمره بجباية المال، وبحرب قوم من الخوارج ، فخان في المال وهرب من الحرب، فقال فيه محمد بن حازم الباهلي:

تشبه بالأسد الـثـعـلـب
فغادره معنقـاً يجـنـب
وحاول ما ليس في طبعـه
فأسلمه الناب والمخلـب
فلم تغن عنه أبـاطـيلـه
وحاص فأحرزه المهرب
وكان مضيًّا علـى غـدره
فعيب والغـادر الأخـيب
أيا بن حميدٍ كفرت النعـي
م جهلاً ووسوسك المذهب
ومنتك نفسك ما لا يكـون
وبعض المنى خلبٌ يكذب
وما زلت تسعى على منعمٍ
ببغيٍ وتنهى فلا تعـتـب
فأصبحت بالبغي مستبـدلاً
رشاداً وقد فات مستعتـب
- قال يحيى بن أكثم لمحمد بن حازم الباهلي: ما نعيب شعرك إلا أنك لا تطيل، فأنشأ يقول:

أبى لي أن أطيل الشعر قصدي
إلى المعنى وعلمي بالصواب
وإيجازي بمختـصـرٍ قـريبٍ
حدفت به الفضول من الجواب
فأبعثهن أربـعةً وخـمـسـاً
مثقـفةً بـألـفـاظٍ عـذاب
خوالد ما حدا لـيلٌ نـهـاراً
وما حسن الصبا بأخي الشباب
وهن إذا وسمت بهن قـومـاً
كأطواق الحمائم في الرقاب
وهن إذا أقمت مسـافـراتٌ
تهادتها الرواة مع الركـاب
- قال: علي بن محمد النوفلي: كان بالأهواز رجلٌ يعرف بأبي ذؤيب، وكان مقصد الشعراء وأهل الأدب، فقصده محمد بن حازم، فدخل عليه يوماً وعليه ثيابٌ بذة، وهيئة رثة، ولم يعرفه نفسه، وصادفهم يتكلمون في شيء من معاني الشعر، وأبو ذؤيب يتكلم متحققاً بالعلم بذلك. فسأله محمد بن حازم – وقد دخل عليه يوماً – عن بيتٍ من شعر الطرماح بن الحكيم جهله، فرد عليه جواباً محالاً كالمستصغر له وازدراه، فوثب عن مجلسه مغضباً. فلما خرج قيل له: ماذا صنعت بنفسك وفتحت عليها من الشر؟ أتدري لمن تعرضت؟ قال: ومن ذاك؟ قيل: محمد بن حازم الباهلي، أخبث الناس لساناً وأهجاهم. فوثب إليه حافياً حتى لحقه، فحلف له أنه لم يعرفه، واستقاله فأقاله، وحلف أنه لا يقبل له رفداً ولا يذكره بسوء مع ذلك أبداً، وكتب إليه بعد أن افترقا:

أخطا ورد علي غير جـوابـي
وزرى علي وقال غير صواب
وسكنت من عجبٍ لذاك فزادني
فيما كرهت بظنه المـرتـاب
وقضى علي بظاهرٍ من كسـرةٍ
لم يدر ما اشتملت عليه ثيابـي
من عفةٍ وتـكـرمٍ وتـحـمـلٍ
وتجلدٍ لـمـصـيبةٍ وعـقـاب
وإذا الزمان جنى علي وجدتنـي
عوداً لبعض صفائح الأقـتـاب
ولئن سألت ليخبـرنـك عـالـمٌ
أني بحـيث أحـب مـن آداب
وإذا نبا بي مـنـزلٌ خـلـيتـه
قفراً مجال ثـعـالـبٍ وذئاب
وأكون مشترك الغنى متـبـدلاً
فإذا افترقت قعدت عن أصحابي
- قال النوفلي: كان سعد بن مسعود القطربلي صديقاً لمحمد بن حازم الباهلي، فسأله حاجةً فرده عنها، فغضب محمد وانقطع عنه، فبعث إليه بألف درهم وترضاه، فردها وكتب إليه:

متسع الصدر مطيقٌ لـمـا
يحار فيه الحول القـلـب
راجع بالعتبى فأعتـبـتـه
وربما أعتبك الـمـذنـب
أجل وفي الدهر على أنـه
موكل بالبين مستـعـتـب
سقياً ورعياً لزمانٍ مضـى
عني وسهم الشامت الأخيب
قد جاءني منك مويلٌ فـلـم
أعرض له والحر لا يكذب
أخذي مالاً منك بعـد الـذي
أودعتنيه مركبٌ يصـعـب
أبيت أن أشرب عند الرضـا
والسخط إلا مشرباً يعـذب
- قال أحمد بن يحيى: آخر ما فارقت عليه محمد بن حازم أنه قال: لم يبق شيءٌ من اللذات إلا بيع السنانير. فقلت له: سخنت عينك! أيش لك في بيع السنانير من اللذات؟ قال: يعجبني أن تجيئني العجوز الرعناء، تخاصمني وتقول: هذا سنوري سرق مني، وأخاصمها وأشتمها وتشتمني، وأغيظها وأباغضها، ثم أنشدني:

صل خمرةً بخمـارٍ
وصل خماراً بخمر
وخذ بحظك منـهـا
زاداً إلى حيث تدري
قال: قلت: إلى أين ويحك؟ قال: إلى النار يا أحمق !! .
- قال الحسن بن ابي السري: كان إسحاق بن أحمد بن أبي نهيك آنساً بمحمد بن حازم الباهلي يدعوه ويعاشره مدة. فكتب إليه يستزيره ويعاتبه عتاباً أغضبه، وبلغه أنه غضب، فكتب إليه:

ما مستزيرك فـي ودٍّ رأى خـلـلاً
في موضع الأنس أهلاً منك للغضب
قد كنت توجب لي حقًّا وتعـرف لـي
قدري وتحفظ منـي حـرمة الأدب
ثم انحرفت إلى الأخرى فأحشمـنـي
ما كان منك بلا جـرمٍ ولا سـبـب
وإن أدنى الذي عنـدي مـسـامـحةٌ
- قال علي بن خالد البرمكي: سافر محمد بن حازم الباهلي سفراً، فمر بقومٍ من بني نمير، فسلوا منه بعيراً له عليه ثقله، فقال يهجوهم:

نمير أجبناً حيث يختلف الـقـنـا
ولؤماً وبخلاً عـنـد زادٍ ومـزود
ومنع قرى الأضياف من غير علةٍ
ولا عـدمٍ إلا حـذار الـتـعـود
وبغياً على الجار الغريب إذا طـرا
عليكم وختل الراكب المـتـفـرد
على أنكم ترضون بالذل صاحـبـاً
وتعطون من لا حاكم الضيم عن يد
أما وأبي إنا لـنـعـفـو وإنـنـا
على ذاك أحياناً نجور ونعـتـدي
نكيد العدا بالحلـم مـن غـير ذلةٍ
ونغشى الوغى بالصدق لا بالتوعد
نفى الضيم عنا أنفـسٌ مـضـريةٌ
صراحٌ وطعن الباسل المتـمـرد
وإنا لمن قيس بن عيلان في التـي
هي الغاية القصوى بعزٍّ وسـودد
وإن لنا بالترك قبـراً مـبـاركـاً
وبالصين قبراً عز كـل مـوحـد
وما نابنا صرف الزمـان بـسـيدٍ
بكينا عـلـيه أو يوافـي بـسـيد
ولو أن قوماً يسلمون مـن الـردى
سلمنا ولكن المنـايا بـمـرصـد
أبى الله أن يهدي نميراً لرشـدهـا
ولا يرشد الإنسان إلا بـمـرشـد

## وفاته
توفي عام 195هـ/ 810م في بغداد
كيف مدح المأمون وقد توفي في عهد الامين سنة 195هجرية هذا لا يعقل.
لأن المأمون تولى الخلافة بعد الامين سنة 198 هجرية